# Gé Dekker
Gerardus (Gé) Dekker (Zaandam, 10 december 1904 – aldaar, 18 maart 1995) was een topzwemmer, die Nederland eenmaal vertegenwoordigde bij de Olympische Spelen: 'Parijs 1924'.
In de Franse hoofdstad, in het 50-meterbassin van het zwemstadion Georges-Vallerey van Parijs, maakte Dekker deel uit van de estafetteploeg, die in de eerste halve finale werd uitgeschakeld op de 4x200 meter vrije slag. Zijn toenmalige teamgenoten in Parijs waren Otto Hoogesteijn, Sjaak Köhler en Frits Schutte. Ook op zijn enige individuele nummer, de 100 meter vrije slag, strandde Dekker voortijdig; hij werd uitgeschakeld in de vierde serie.
Gé Dekker · 
Otto Hoogesteijn · 
Sjaak Köhler · 
Frits Schutte